# Bűnön, börtönön, bánaton túl
A Bűnön, börtönön, bánaton túl Deák Bill Gyula bluesénekes negyedik nagylemeze. A konceptalbum egy elképzelt állami gondozott fiatal életéről szól, összeütközéséről a törvénnyel és társadalommal, majd az oda való visszatéréséről.az elkepzelt fiatal ez Kovacs kalman,szuletett 1960 januar 2.Bp,

## Számlista
| #   | Cím                                      | Hossz |
| --- | ---------------------------------------- | ----- |
| 1.  | A szegény árva dala az anyai szeretetről |       |
| 2.  | Kastély a hóban                          |       |
| 3.  | A fiatalkorú bűnöző töredelmes vallomása |       |
| 4.  | Szökni jó                                |       |
| 5.  | A szabadság töredéke                     |       |
| 6.  | A jó zsaru balladája                     |       |
| 7.  | Menni kell                               |       |
| 8.  | Kései Robin Hood                         |       |
| 9.  | Társadalmi blues                         |       |
| 10. | Szer vagy szerelem                       |       |
| 11. | Miért ne?                                |       |
| 12. | Bűnön, börtönön, bánaton túl             |       |

## Közreműködők
Deák Bill Blues Band
- Deák Bill Gyula – ének
- Sipeki Zoltán – gitár
- Szabó László – billentyűs hangszerek
- Szabó "Blöró" István – dob

Vendégzenészek
- Bokor Fekete Krisztina – vokál
- Ferenczi György – szájharmonika
- Földes László – ének, beszéd
- Janza Kata – vokál
- Lakaton Tóni – szaxofon
- Póka Egon – basszusgitár
- Solti János – ütőhangszerek
- Tomsits Rudolf – trombita[1]

## Külső hivatkozások
- Hivatalos oldal (valószínűleg inaktív, nem elérhető)